# Paráč (Oravská Magura)
Paráč (1325 m n. m.) je výrazný vrch v Oravské Maguře, mezi obcemi Zázrivá a Oravská Lesná. Nachází se na hřebeni, táhnoucím se od Minčolu na severozápad. Zalesněný vrchol je součástí stejnojmenné přírodní rezervace.

## Přístup
- po  značce ze Zázrivé
- po  značce z Kubínské hole